# Ochthebius thermalis
Ochthebius thermalis är en skalbaggsart som beskrevs av Emile Janssens 1965. Ochthebius thermalis ingår i släktet Ochthebius och familjen vattenbrynsbaggar. Inga underarter finns listade i Catalogue of Life.